# Pietro Romanelli
Pietro Romanelli  (né à Rome le 20 décembre 1889 et mort dans la même ville le 3 aout 1981) est un archéologue italien et un historien de l'Italie antique.

## Biographie
Pietro Romanelli a effectué des fouilles à Tarquinia, Ostie, au Mont Palatin, à Rome, au Forum Romanum et à Leptis Magna en Libye.
Il est président de la Fédération internationale des associations d’études classiques de 1959 à 1964.
Maria Floriani Squarciapino (1917-2003), archéologue et chercheur sur le site archéologique d'Ostia Antica, a été l'une de ses élèves.
Il décède à Rome le 3 aout 1981.

## Nécrologie
- A. M. Colini. Pietro Romanelli, StRom, 30 (1982), 358-65.

## Publications
- Le Forum Romain, Libreria dello Stato, Rome, 1950.
- Le Forum Romain et le Palatin, Ente Provinciale Per Il Turismo Di Roma, 1951.
- Tarquinia - La Necropoli e il Museo, Collectif, 1954.
- Le Palatin, Istuto Poligrafico Dello Stato, Libreria Dello Stato, Rome.
- Tarquinia, Libreria Dello Stato, 1950.
- Storia delle Provincie Romane dell'Africa, Rome, 1959.

## Sources
- (en) Cet article est partiellement ou en totalité issu de l’article de Wikipédia en anglais intitulé « Pietro Romanelli » (voir la liste des auteurs).